# آدا جونز
آدا جونز (انگلیسی: Ada Jones؛ ۱ ژوئن ۱۸۷۳ – ۲ مهٔ ۱۹۲۲) یک موسیقی‌دان اهل ایالات متحده آمریکا بود. وی بین سال‌های ۱۸۸۹ تا ۱۹۲۲ میلادی فعالیت می‌کرد.